# Kapaklieve, Rozdilna
Kapaklieve (în ucraineană Капаклієве) este un sat în comuna Rozdilna din raionul Rozdilna, regiunea Odesa, Ucraina.

## Demografie
Componența lingvistică a localității Kapaklieve
     Ucraineană (91,3%)
     Rusă (8,7%)
Conform recensământului din 2001, majoritatea populației localității Kapaklieve era vorbitoare de ucraineană (91,3%), existând în minoritate și vorbitori de rusă (8,7%).